# Martigné-Briand
Pour les articles homonymes, voir Martigné (homonymie).
Martigné-Briand est une ancienne commune française située dans le département de Maine-et-Loire, en région Pays de la Loire, devenue le 1er janvier 2017 une commune déléguée de la commune nouvelle de Terranjou.
Cette commune rurale située au nord-ouest de Doué-la-Fontaine est principalement agricole. Elle se trouve dans l'appellation viticole du Coteaux-du-Layon (AOC).
Une importante bataille se déroule sur son territoire à la fin du XVIIIe siècle.

## Géographie

### Localisation
Ce village angevin de l'ouest de la France se situe dans le Saumurois, la route D 748 traverse le village du nord (Chavagnes) au sud (Aubigné-sur-Layon).
Le territoire du Saumurois est la petite région qui couvre la partie sud-est du Maine-et-Loire, délimitée au nord par la Loire et à l'ouest par le Layon.

### Aux alentours
En dépendent les hameaux de Cornu, la Vilaine, l'Étang, les Loges, les Noyers, Maligné, Taillepré, Sousigné et Villeneuve.
Les localités à proximité sont Aubigné-sur-Layon (3 km), Brigné (4 km), Lys-Haut-Layon (4 km), Chavagnes (4 km), Bellevigne-en-Layon (6 km), Luigné (6 km), Saint-Georges-sur-Layon (6 km) et Tancoigné (7 km).

### Géologie et relief
L'altitude de la commune varie de 26 à 94 mètres, pour une altitude moyenne de 59 mètres. Le Saumurois se compose de terrains secondaires et tertiaires. C'est une plaine sédimentaire aux plateaux peu élevés, et généralement calcaires, qui encadrent la vallée de la Loire.
Sa superficie est de 27 km2 (2 721 hectares). Une partie de son territoire figure à l'inscription d'inventaire des Zones naturelles d'intérêt écologique, floristique et faunistique (ZNIEFF) pour les Pelouses xérophiles calcaires de Martigné-Briand.
Martigné-Briand se situe sur l'unité paysagère du Couloir du Layon.

### Climat
Son climat est tempéré, de type océanique. Le climat angevin est particulièrement doux, du fait de sa situation entre les influences océaniques et continentales. Généralement les hivers sont pluvieux, les gelées rares et les étés ensoleillés.

## Urbanisme
Morphologie urbaine : le village s'inscrit dans un territoire essentiellement rural.
En 2013, on trouvait 858 logements sur la commune de Martigné-Briand, dont 85 % étaient des résidences principales, pour une moyenne sur le département de 90 %, et dont 69 % des ménages en étaient propriétaires.

## Toponymie et héraldique

### Toponymie
Formes anciennes du nom : Martineium en 1107, de Martigneio au XIIe siècle, de Martigné en 1120, Martigné-Briant et Martigné jusqu'en 1891, avant de devenir Martigné-Briand au début du XIXe siècle.
Nom des habitants (gentilé) : Les Martinéens,.

### Héraldique
| Martigné-Briand (Maine-et-Loire) | Tiercé en barre, au premier de gueules à la grappe de raisin tigée et feuillée d'or, au deuxième d'or à trois quintefeuilles rondes cousues d'argent et percées d'azur, au troisième fascé d'argent et d'azur de huit pièces, à la croix ancrée de gueules brochant sur le tout. |

## Histoire

### Préhistoire
Témoins de la préhistoire, il a été trouvé sur la commune un mégalithe, dit « Pierre levée de la Grouas », plusieurs polissoirs et de nombreuses haches en pierre polie.

### Moyen Âge
Au Moyen Âge, la châtellerie relève de Montreuil-Bellay. Briant de Martigné est en 1152 connétable d'Henri II Plantagenêt.
En 1503, René de la Jumellière fait construire un château, dont il reste aujourd'hui d'imposantes ruines. Au XVIe siècle, la ville est murée (ville close de l'Anjou).

### Ancien Régime
En 1565, Charles IX fait un grand tour de France. Le 4 octobre le roi dîne à Doué et s'installe à Martigné-Briand pour la nuit.
À la veille de la Révolution française, la paroisse de Martigné-Briand dépend du doyenné de Chemillé (diocèse d'Angers) et de l'élection de Saumur.

### Époque contemporaine
À la réorganisation administrative qui suit la Révolution, Martigné-Briand est en 1790 chef-lieu de canton (département de Maine-et-Loire) et intégrée au district de Vihiers, puis rattachée en 1800 au canton de Doué et à l'arrondissement de Saumur.
Comme dans le reste de la région, à la fin du XVIIIe siècle se déroule la guerre de Vendée, qui marquera de son empreinte le pays tout entier. Le 15 juillet 1793 se déroule la bataille de Martigné-Briand.
Pendant les mois de juillet et août 1793, les combats sont indécis et les offensives des deux camps sont contenues. Sortis de Saumur, les Républicains remportent un succès à Martigné-Briand et s'emparent de Vihiers le 15 juillet à la bataille de Martigné-Briand. Mais ils sont écrasés trois jours plus tard par une contre-attaque vendéenne (Bataille de Vihiers).
Le 1er janvier 2017, Chavagnes, Martigné-Briand et Notre-Dame-d'Allençon, se regroupent pour former la commune nouvelle de Terranjou. Martigné-Briand en devient une commune déléguée.

## Politique et administration

### Administration municipale

#### Administration actuelle
Depuis le 1er janvier 2017 Martigné-Briand constitue une commune déléguée au sein de la commune nouvelle de Terranjou et dispose d'un maire délégué.
| Période                                  | Période  | Identité         | Étiquette | Qualité |
| ---------------------------------------- | -------- | ---------------- | --------- | ------- |
| janvier 2017                             | mai 2020 | Marc Séchet      |           |         |
| mai 2020                                 | en cours | Maryvonne Martin |           |         |
| Les données manquantes sont à compléter. |          |                  |           |         |

#### Administration ancienne
La commune est créée à la Révolution (Martigné puis Martigné-Briand). Le conseil municipal de Martigné-Briand est composé de dix-neuf élus.
| Période                                  | Période       | Identité      | Étiquette | Qualité            |
| ---------------------------------------- | ------------- | ------------- | --------- | ------------------ |
| avant 1981                               | ?             | Robert Hauret | UNR-UDR   | Député (1958-1973) |
| mars 2001                                | avril 2014    | René Clemot   |           |                    |
| avril 2014                               | décembre 2016 | Marc Séchet   |           |                    |
| Les données manquantes sont à compléter. |               |               |           |                    |

### Ancienne situation administrative

#### Intercommunalité
La commune était membre de la communauté de communes des Coteaux du Layon. Cette structure intercommunale créée en 1994 regroupe douze communes, dont Chavagnes, Faveraye-Mâchelles et Thouarcé. L'intercommunalité était membre du syndicat mixte Pays de Loire en Layon, structure administrative d'aménagement du territoire comprenant quatre communautés de communes : Coteaux-du-Layon, Gennes, Loire-Layon et Vihiersois-Haut-Layon.
À la suite de la révision du schéma départemental de coopération intercommunale, le 1er janvier 2017 les communautés de communes Loire-Layon, Coteaux du Layon et Loire Aubance fusionnent dans la communauté de communes Loire Layon Aubance.

#### Autres circonscriptions
Jusqu'en 2014, Martigné-Briand est rattachée au canton de Doué-la-Fontaine et de l'arrondissement de Saumur,. Le canton de Doué-la-Fontaine compte alors douze communes, dont Brigné et Saint-Georges-sur-Layon. C'est l'un des quarante-et-un cantons que compte le département ; circonscriptions électorales servant à l'élection des conseillers généraux, membres du conseil général du département. Dans le cadre de la réforme territoriale, un nouveau découpage territorial pour le département de Maine-et-Loire est défini par le décret du 26 février 2014. La commune est rattachée au canton de Chemillé-Melay, avec une entrée en vigueur au renouvellement des assemblées départementales de 2015.
Martigné-Briand faisait partie de la quatrième circonscription de Maine-et-Loire, composée de six cantons dont Montreuil-Bellay et Thouarcé ; la quatrième circonscription de Maine-et-Loire étant l'une des sept circonscriptions législatives que compte le département.

### Jumelages et partenariats
La commune de Martigné-Briand est jumelée avec :
- Castellina in Chianti (Italie) depuis 1998.

## Population et société

### Évolution démographique
L'évolution du nombre d'habitants est connue à travers les recensements de la population effectués dans la commune depuis 1793. À partir du 1er janvier 2009, les populations légales des communes sont publiées annuellement dans le cadre d'un recensement qui repose désormais sur une collecte d'information annuelle, concernant successivement tous les territoires communaux au cours d'une période de cinq ans. 
Pour les communes de moins de 10 000 habitants, une enquête de recensement portant sur toute la population est réalisée tous les cinq ans, les populations légales des années intermédiaires étant quant à elles estimées par interpolation ou extrapolation. Pour la commune, le premier recensement exhaustif entrant dans le cadre du nouveau dispositif a été réalisé en 2006,.
En 2014, la commune comptait 1 899 habitants, en évolution de +1,23 % par rapport à 2009 (Maine-et-Loire : +3,3 %, France hors Mayotte : +2,49 %).
| 1793  | 1800  | 1806  | 1821  | 1831  | 1836  | 1841  | 1846  | 1851  |
| ----- | ----- | ----- | ----- | ----- | ----- | ----- | ----- | ----- |
| 2 060 | 1 817 | 2 060 | 2 065 | 2 186 | 2 109 | 2 050 | 2 030 | 1 995 |

| 1856  | 1861  | 1866  | 1872  | 1876  | 1881  | 1886  | 1891  | 1896  |
| ----- | ----- | ----- | ----- | ----- | ----- | ----- | ----- | ----- |
| 1 965 | 1 963 | 1 893 | 1 864 | 1 948 | 1 837 | 1 758 | 1 727 | 1 723 |

| 1901  | 1906  | 1911  | 1921  | 1926  | 1931  | 1936  | 1946  | 1954  |
| ----- | ----- | ----- | ----- | ----- | ----- | ----- | ----- | ----- |
| 1 672 | 1 670 | 1 661 | 1 454 | 1 517 | 1 561 | 1 620 | 1 678 | 1 716 |

| 1962  | 1968  | 1975  | 1982  | 1990  | 1999  | 2006  | 2011  | 2014  |
| ----- | ----- | ----- | ----- | ----- | ----- | ----- | ----- | ----- |
| 1 720 | 1 591 | 1 717 | 1 763 | 1 689 | 1 705 | 1 847 | 1 867 | 1 948 |

### Pyramide des âges
La population de la commune est relativement âgée. Le taux de personnes d'un âge supérieur à soixante ans (26,9 %) est en effet supérieur au taux national (21,8 %) et au taux départemental (21,4 %).
À l'instar des répartitions nationale et départementale, la population féminine de la commune est supérieure à la population masculine. Le taux (50,6 %) est du même ordre de grandeur que le taux national (51,9 %).
La répartition de la population de la commune par tranches d'âge est, en 2008, la suivante :
- 49,4 % d’hommes (0 à 14 ans = 19,9 %, 15 à 29 ans = 18,7 %, 30 à 44 ans = 20,4 %, 45 à 59 ans = 19,5 %, plus de 60 ans = 21,5 %) ;
- 50,6 % de femmes (0 à 14 ans = 18,4 %, 15 à 29 ans = 14,2 %, 30 à 44 ans = 19,1 %, 45 à 59 ans = 16,1 %, plus de 60 ans = 32,2 %).

| Hommes | Classe d’âge | Femmes |
| ------ | ------------ | ------ |
| 0,7    | 90 ans ou +  | 3,6    |
| 8,9    | 75 à 89 ans  | 13,3   |
| 11,9   | 60 à 74 ans  | 15,3   |
| 19,5   | 45 à 59 ans  | 16,1   |
| 20,4   | 30 à 44 ans  | 19,1   |
| 18,7   | 15 à 29 ans  | 14,2   |
| 19,9   | 0 à 14 ans   | 18,4   |

| Hommes | Classe d’âge | Femmes |
| ------ | ------------ | ------ |
| 0,4    | 90 ans ou +  | 1,1    |
| 6,3    | 75 à 89 ans  | 9,5    |
| 12,1   | 60 à 74 ans  | 13,1   |
| 20,0   | 45 à 59 ans  | 19,4   |
| 20,3   | 30 à 44 ans  | 19,3   |
| 20,2   | 15 à 29 ans  | 18,9   |
| 20,7   | 0 à 14 ans   | 18,7   |

### Vie locale
Située dans l'académie de Nantes, la commune compte une école primaire publique (La Gloriette) et une école primaire privée (Saint Gabriel), ainsi qu'une gendarmerie, une caserne de pompiers et un complexe sportif avec piscine chauffée.
En matière de santé, on y trouve également un hôpital local et une maison de retraite. Les autres structures se trouvent à Thouarcé (7 km), siège de la communauté de communes, ou à Doué-la-Fontaine (13 km), siège du canton.
On trouve également à Thouarcé (3 km) l'ensemble des autres services publics, ainsi que des permanences, telles celles de la MSA (Mutualité Sociale Agricole) ou de la CPAM (Caisse Primaire d'Assurance Maladie).
Un service de ramassage des ordures ménagères (collecte sélective) est assuré par le SMITOM du Sud Saumurois. On ne trouve qu'une seule déchèterie sur le territoire de l'intercommunalité, située au Bottereau à Thouarcé.

## Économie

### Tissu économique
L'activité agricole représente une activité importante, et la commune est dotée des principaux commerces de proximité.
En 2009, sur les 177 établissements présents dans la commune, 30 % relevaient du secteur de l'agriculture (pour une moyenne de 18 % sur le département), et 45 % de celui du commerce et des services. L'année suivante, en 2010, sur 183 établissements présents dans la commune, 29 % relevaient du secteur de l'agriculture (pour une moyenne de 17 % sur le département), 5 % du secteur de l'industrie, 9 % du secteur de la construction, 47 % de celui du commerce et des services et 10 % du secteur de l'administration et de la santé.
Sur 216 établissements présents sur la commune à fin 2014, 21 % relevaient du secteur de l'agriculture (pour une moyenne de 11 % sur le département), 6 % du secteur de l'industrie, 10 % du secteur de la construction, 51 % de celui du commerce et des services et 12 % du secteur de l'administration et de la santé.

### Agriculture

Vignobles de la vallée de la Loire. (Cliquez pour agrandir).

La viticulture est fortement implantée dans la région. Situé dans les vignobles du Val de Loire, ce territoire se trouve au cœur des Vins d'Anjou et des Coteaux-du-layon. Ce vin blanc liquoreux (100 % chenin blanc) concerne une appellation qui couvre une superficie de 3 381 hectares.
Liste des appellations présentes sur le territoire :
- AOC - AOP Coteaux du Layon, AOC - AOP Coteaux du Layon Sélection de grains nobles,
- AOC - AOP Anjou blanc, AOC - AOP Anjou gamay, AOC - AOP Anjou gamay nouveau ou primeur, AOC - AOP Anjou mousseux blanc, AOC - AOP Anjou mousseux rosé, AOC - AOP Anjou rouge, AOC - AOP Anjou Villages,
- AOC - AOP Cabernet d'Anjou, AOC - AOP Cabernet d'Anjou nouveau ou primeur, AOC - AOP Rosé de Loire, AOC - AOP Rosé d'Anjou, AOC - AOP Rosé d'Anjou nouveau ou primeur,
- AOC - AOP Crémant de Loire blanc, AOC - AOP Crémant de Loire rosé, AOC - AOP Saumur mousseux blanc, AOC - AOP Saumur mousseux rosé,
- IGP Brioche vendéenne, IGP Bœuf du Maine, AOC - AOP Maine-Anjou.

## Culture locale et patrimoine

### Lieux et monuments
La commune de Martigné-Briand comporte de nombreuses inscriptions à l'Inventaire, dont six monuments historiques :
Monuments historiques
- La chapelle de Sousigné, des XIVe et XVIIIe siècles, est classée au titre des monuments historiques, par arrêté du 3 juillet 1965[40],[41].
- Le château des Noyers, des XVe, XVIe et XVIIe siècles, fait l'objet d'une inscription au titre des monuments historiques, pour plusieurs de ses éléments, par arrêté du 22 octobre 1996[42],[43],[44].
- Le château de Villeneuve, manoir des XIVe et XVe siècles, est inscrit au titre des monuments historiques, par arrêté du 8 avril 1992[45],[46].
- Les restes du château, de 1503 (XVIe siècle), sont inscrits au titre des monuments historiques, par arrêté du 16 juin 1926[47],[48].
- Le Polissoir de la Grouas, situé au lieu-dit du canton de la Grouas, fait l’objet d'une inscription au titre des monuments historiques, par arrêté du 6 décembre 1982[49],[50]. Le menhir de la Grouas, attenant, fait lui aussi l’objet d'une inscription au titre des monuments historiques, par arrêté du 6 décembre 1982[51],[52].

Autres bâtiments inventoriés
- Chapelle Saint-Lien, lieu-dit Cornu, rue de l'Augerie, église dite chapelle, des XVIe, XVIIe et XIXe siècles, Inventaire général[53].
- Chapelle Saint-Martin-des-Noyers, lieu-dit la Chapelle-Saint-Martin, du XVIe siècle, Inventaire général[54],[44].
- Église paroissiale Saint-Simplicien, avenue du Château, des XIIe, XIIIe, XVe, XVIIe et XIXe siècles, Inventaire général[55].
- Établissement de Bains, lieu-dit Jouanette, fontaine et parc des XVIIIe et XIXe siècles, Inventaire général[56].
- Plusieurs fermes, maisons et manoirs, des XVe, XVIe, XVIIe, XVIIIe et XIXe siècles, Inventaire général.
- Four à chaux, lieu-dit la Chapelle-Saint-Martin, du XIXe siècle, édifice comprenant plusieurs fours construits en 1818, 1821 et 1856, Inventaire général[57].
- Hôpital, ruelle de Hôpital, des XVe, XVIe, XVIIe, XVIIIe et XIXe siècles, Inventaire général[58].
- Plusieurs moulins, des XVe, XVIe, XVIIe, XVIIIe et XIXe siècles, Inventaire général.

Autres lieux et monuments
- Le séquoia du cimetière, arbre remarquable, abattu le 23 février 2011[59].
- Le Monastère Notre-Dame-de-Compassion, accueille, depuis 1961, une communauté de sœurs bénédictines, relevant de la congrégation des Bénédictines de sainte Bathilde de Vanves.

Galerie

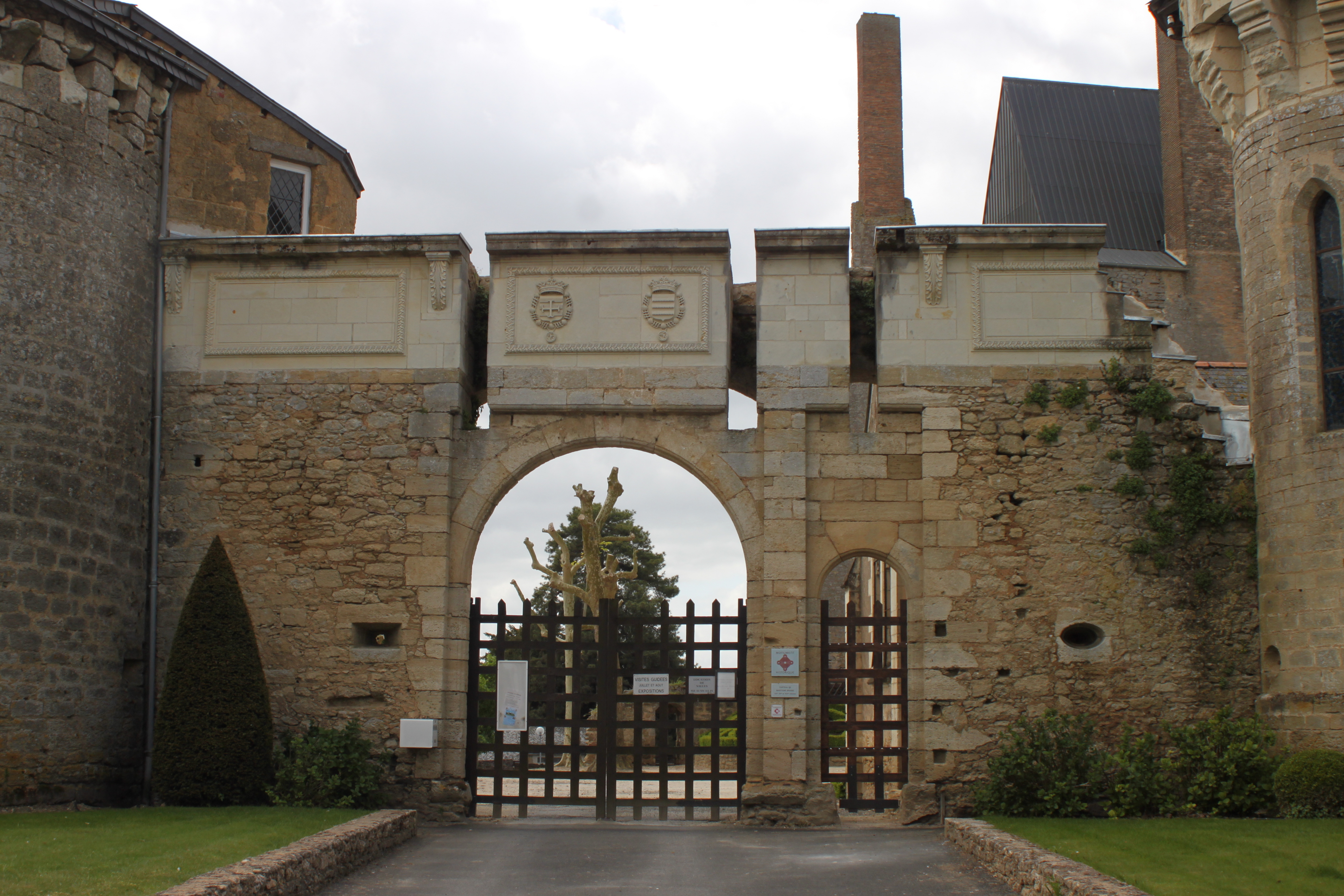
Entrée du château de Briant.
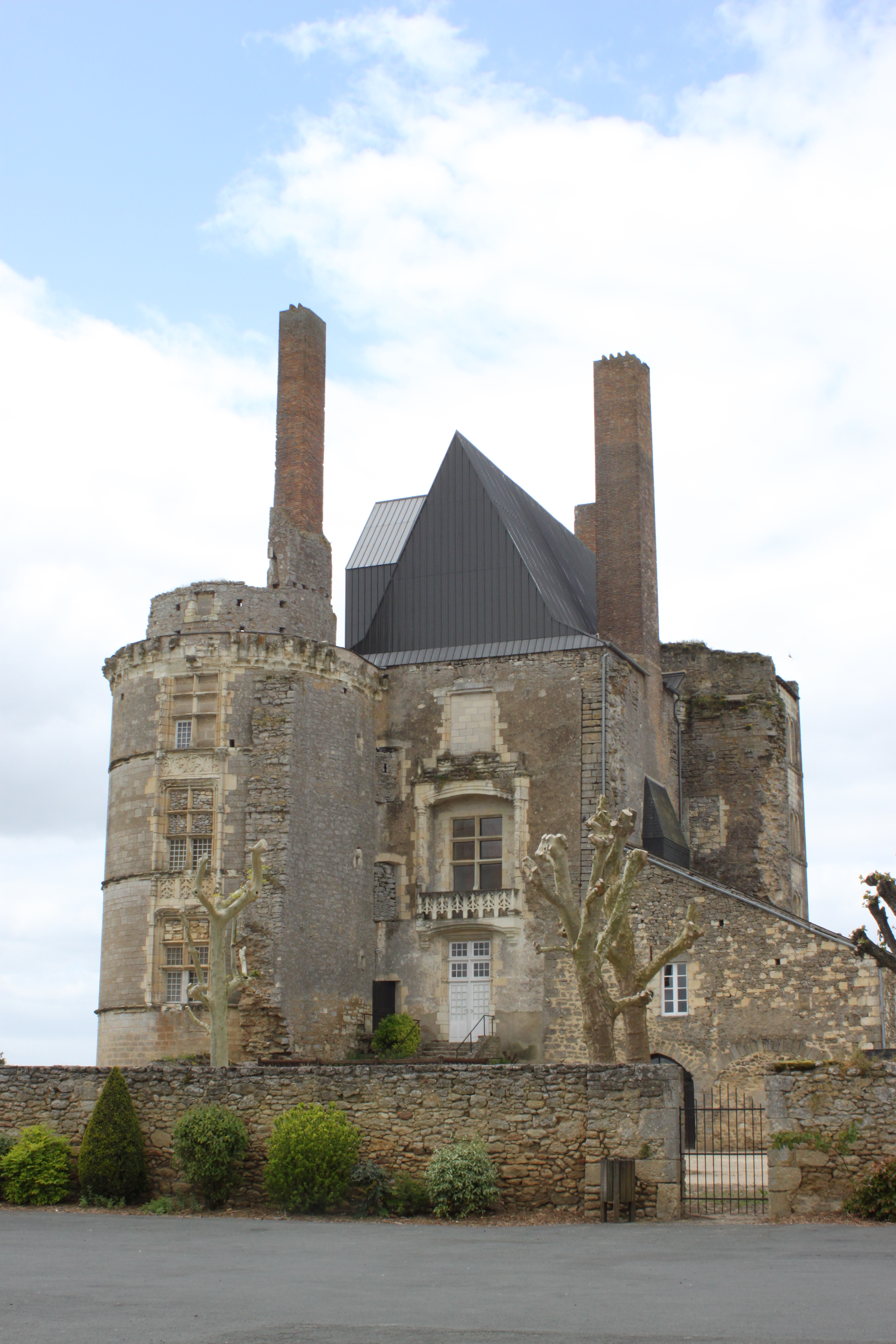
Château de Briant.
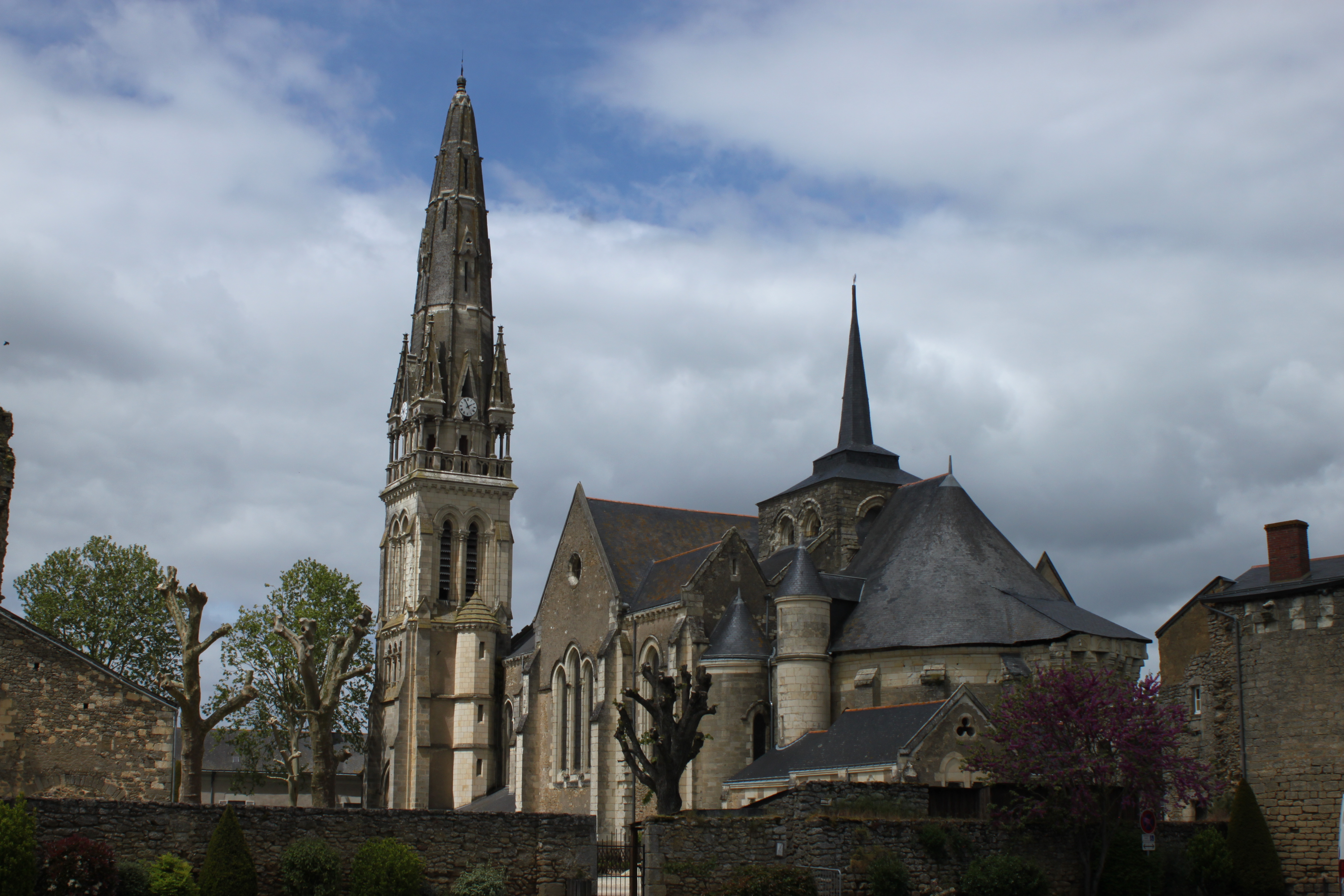
Église Saint-Simplicien.
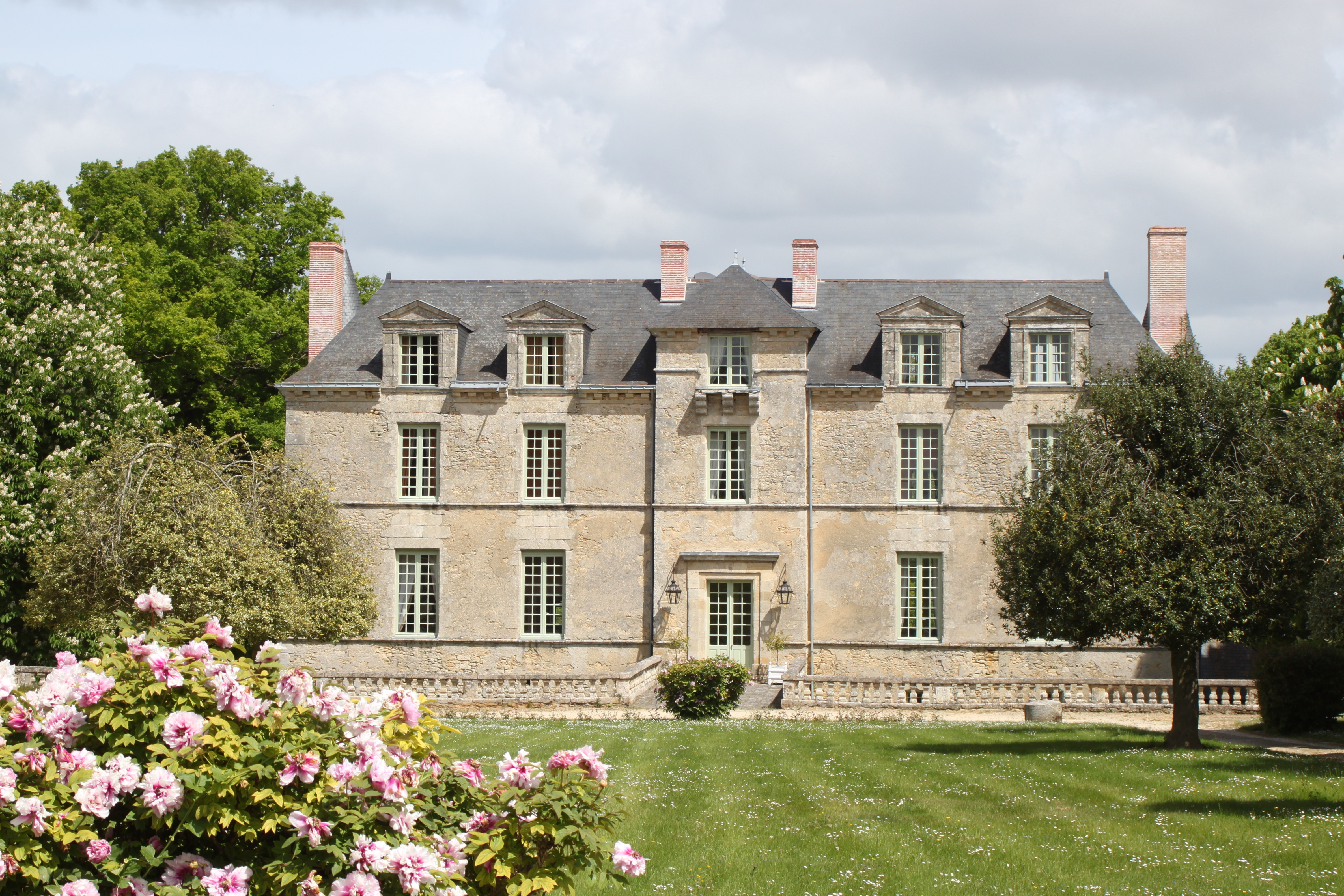
Château des Noyers.
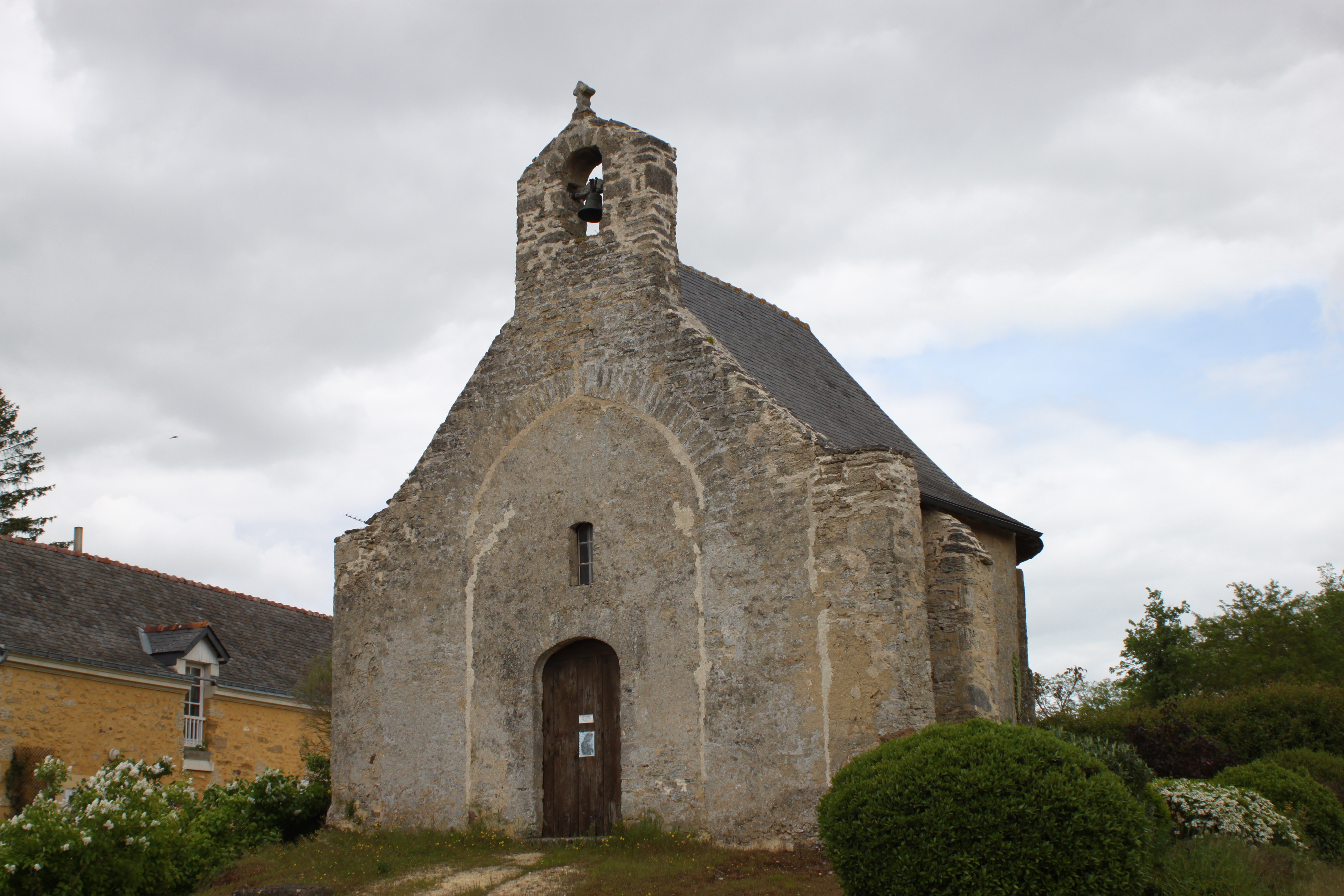
Chapelle Saint-Arnoult, à Sousigné.
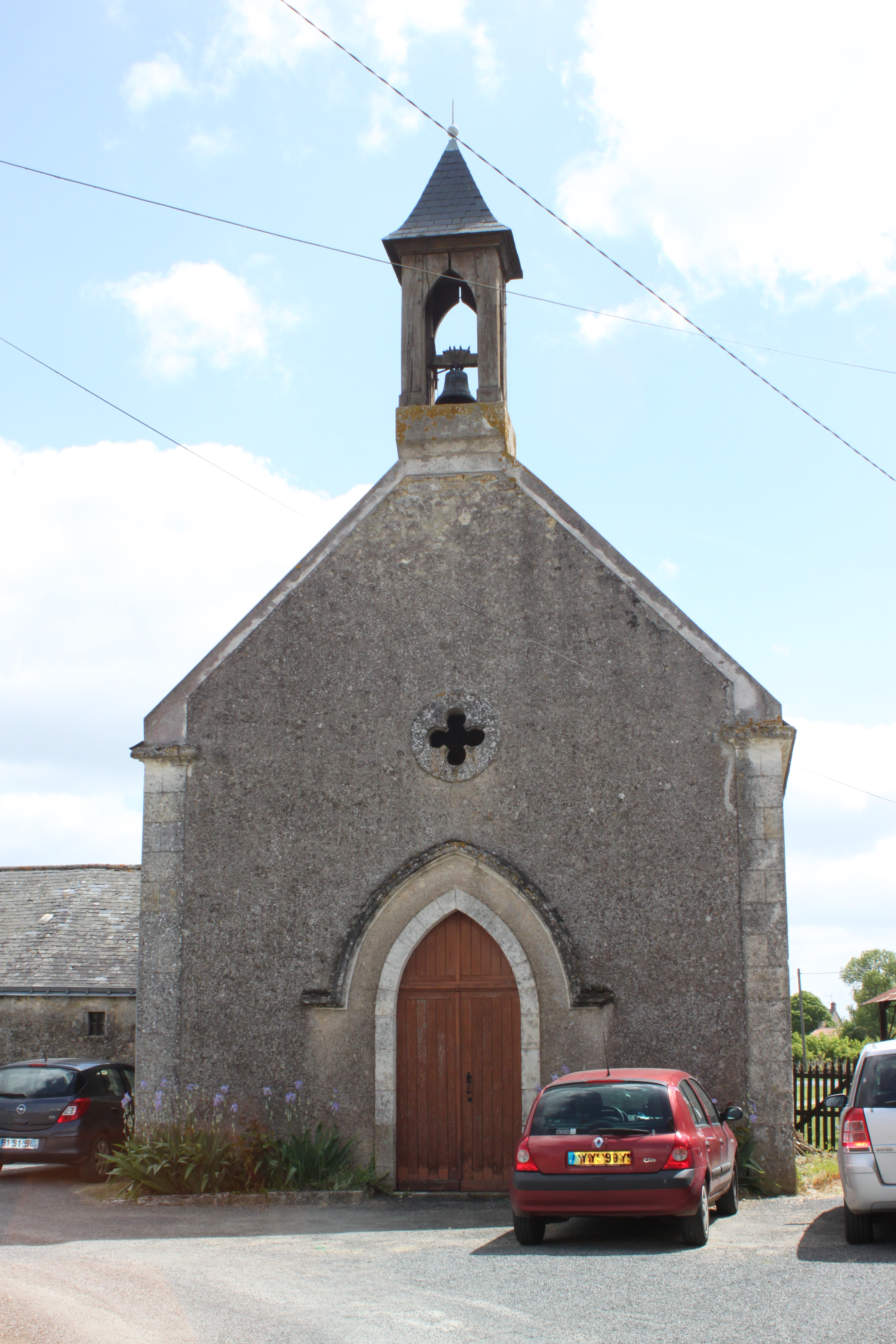
Chapelle Saint-Lien, à Cornu.
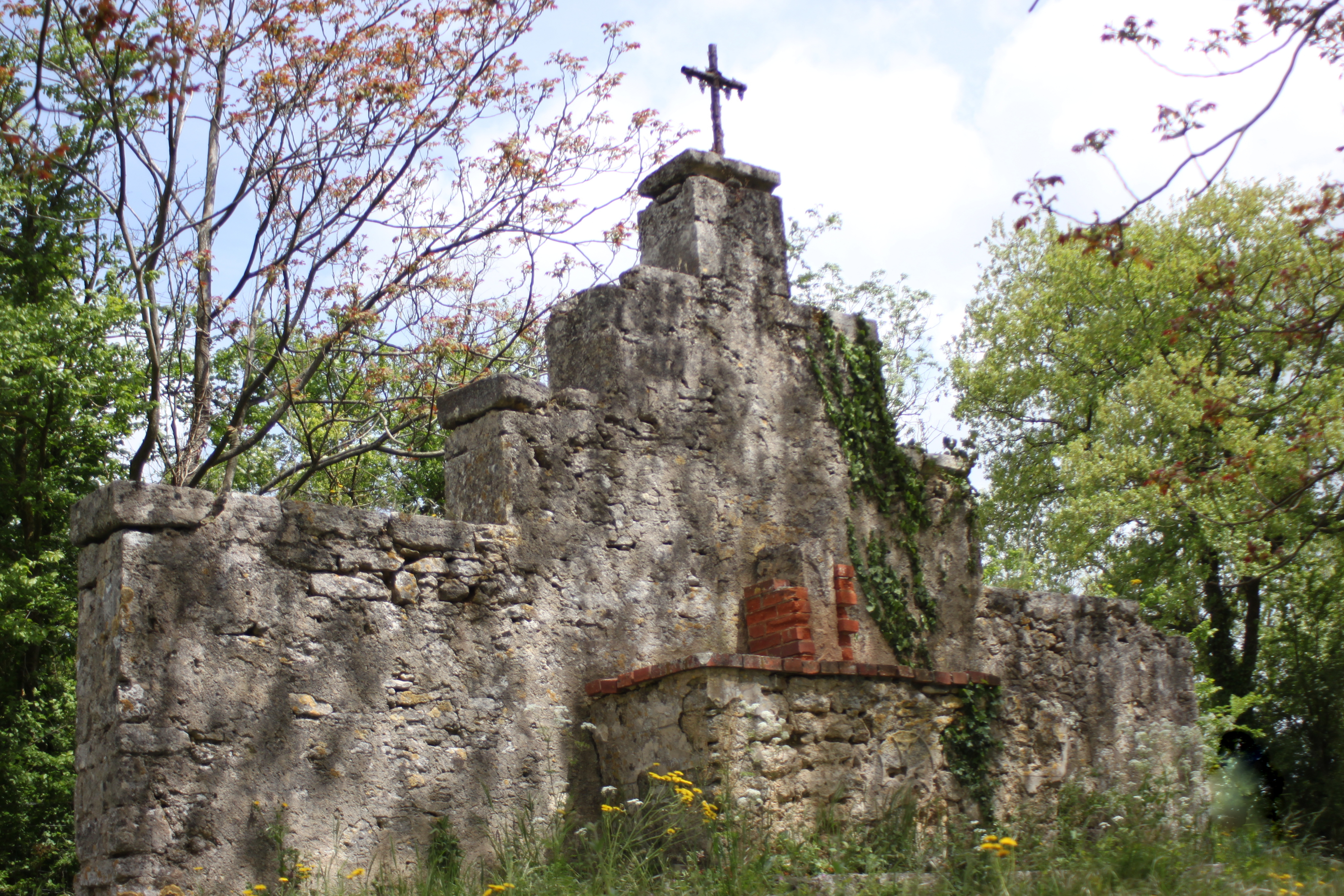
Fronton-autel Saint-Martin.
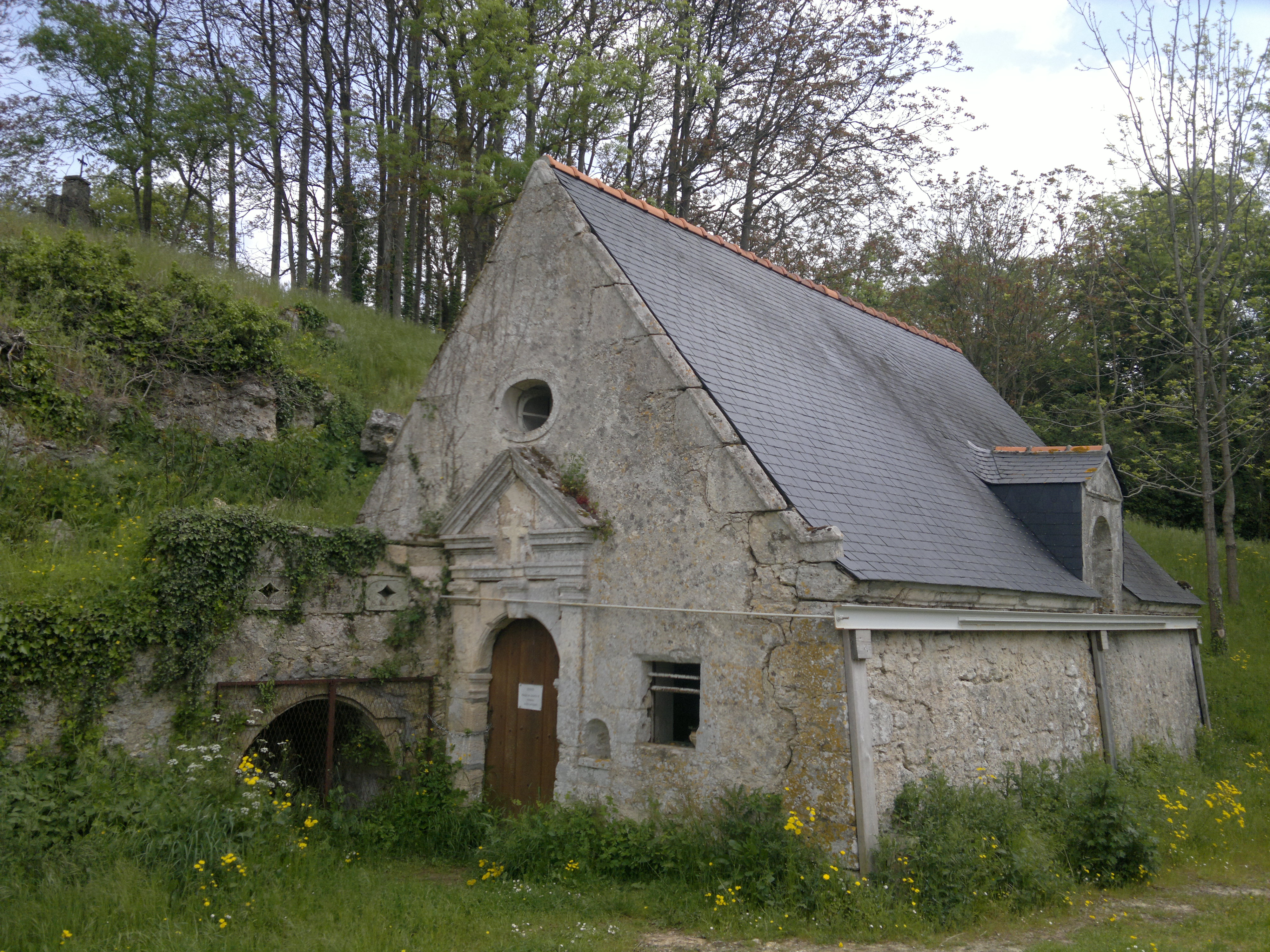
Chapelle Saint-Martin.
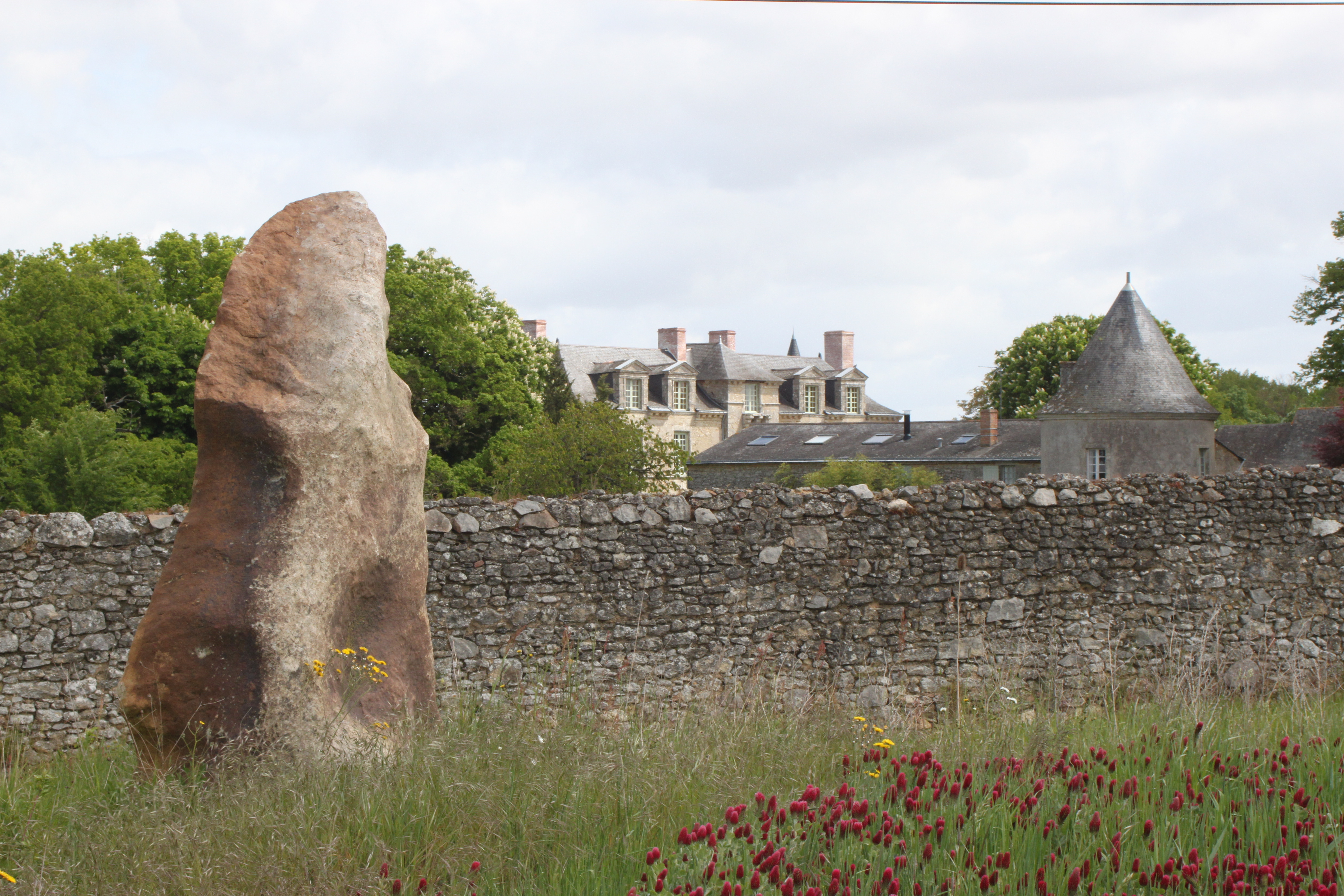
Menhir-polissoir de la Grouas devant le château des Noyers.
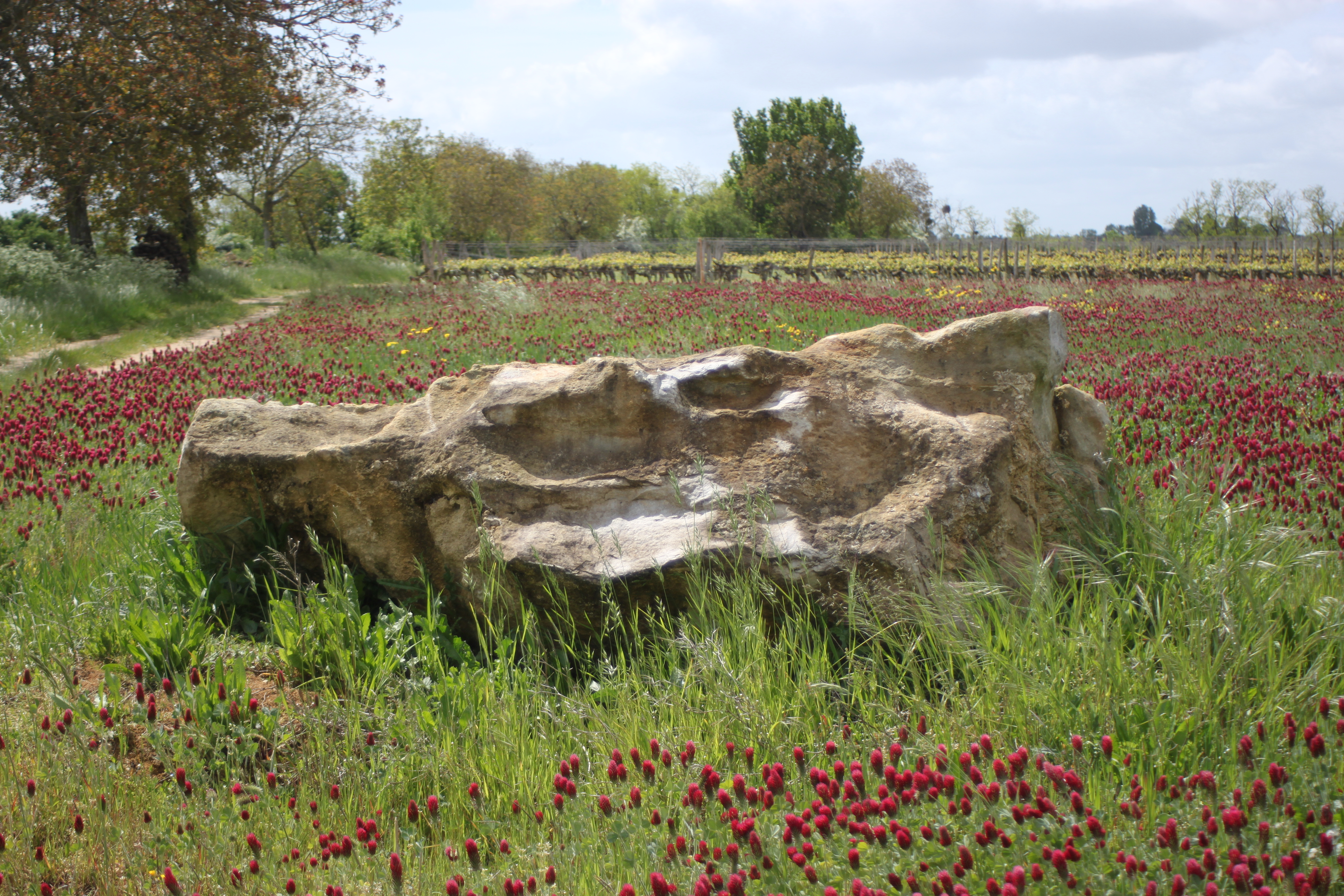
Polissoir de la  Grouas.

### Personnalités liées à la commune
- Briant de Martigné, connétable en 1152 d'Henri II Plantagenêt.
- François Rabelais (1483-1553), fait jouer Gargantua à des palets géants, qu'on retrouve dans le paysage, dont à Martigné-Briand.
- Guillaume Repin (1709-1794), ancien curé, béatifié par Jean-Paul II en 1984.
- Jean-François Honoré, baron Merlet (1761-1830), né à Martigné-Briand, homme politique français des XVIIIe et XIXe siècles.
- Joseph Vaslin (1800-1876), installé à Martigné-Briand et inventeur en 1857 du premier des pressoirs Vaslin[60]. Son fils Joseph Vaslin (1840-1923) et son petit-fils Joseph Vaslin (1878-1947) lui succèdent.
- Jules Merlet (1830-1921), (petit-neveu de Jean-François Honoré, baron Merlet), homme politique, sénateur, député et préfet y est mort.
- André Rogerie (1921-2014), mort à Martigné-Briand, résistant et déporté à Auschwitz.
- Yves Leclair (1954-), né à Martigné-Briand, écrivain, critique littéraire et poète français.